# الهيئة العامة للشؤون الإسلامية والأوقاف (الإمارات)
الهيئة العامة للشؤون الإسلامية والأوقاف والزكاة تعمل في تحقيق سياسة الإمارات في ما يختص بالشؤون الإسلامية والأوقاف.

## التأسيس
في 17 رمضان 1427 الموافق 9 أكتوبر 2006م أصدر خليفة بن زايد آل نهيان رئيس دولة الإمارات العربية المتحدة قراراً  بإنشاء الهيئة العامة للشؤون الإسلامية والأوقاف، وهي هيئة عامة تتمتع بالشخصية الاعتبارية المستقلة والأهلية القانونية اللازمة لمباشرة جميع الأعمال والتصرفات الكفيلة بتحقيق أغراضها، وتتبع مجلس الوزراء، وترفع إليه تقارير دورية بشأن أعمالها ونشاطها ومدى تحقيق أهدافها.
الرؤية: هيئة رائدة في توعية وتنمية المجتمع وفق تعاليم الإسلام السمحة التي تدرك الواقع وتتفهم المستقبل.
الرسالة: تنمية الوعي الديني ورعاية المساجد، ومراكز تحفيظ القران، وتنظيم شؤون الحج والعمرة، واستثمار الوقف خدمة للمجتمع.

## المهام والغايات
المهام التي تقوم بها الهيئة العامة للشؤون الإسلامية والأوقاف والزكاة هي:
- الإرشاد والتوجيه الديني في الدولة ترسيخا لمبدأ الوسطية ونشر الثقافة الإسلامية وتنمية الوعي الديني.
- إدارة المساجد والإشراف عليها.
- إبداء الرأي في المسائل الشرعية.
- تنظيم شؤون الحج و العمرة.
- إقامة المؤتمرات والندوات والاحتفالات والمسابقات الدينية.
- الإشراف على طبع المصحف الشريف وتوزيعه، والإشراف على مراكز تحفيظ القرآن والمعاهد الدينية.
- مراجعة المطبوعات والتسجيلات الدينية.
- تأهيل و إعداد الأئمة والخطباء، ومنح تصاريح العمل للأئمة والوعاظ والخطباء.
- منح التراخيص للمراكز الدينية وحملات الحج و العمرة.
- الإشراف على الأوقاف الواقعة ضمن اختصاصات الهيئة وتنمية واستثمار أموالها.
- ترسيخ سنة الوقف والدعوة لها بما يحقق المقاصد الشرعية لخدمة المجتمع.

### الغايات
- الوصول إلى مجتمع واع دينيًا وقادر على التعامل مع التحديات المعاصرة والمستجدة.
- النهوض بالمساجد وتطوير العاملين بها.
- ضمان تيسير خدمات الحج والعمرة.
- إحياء سنة الوقف والمحافظة عليه وتنميته.
- الارتقاء بأداء الهيئة إلى أفضل الممارسات العالمية.
- بناء منظومة متميزة من السياسات والتشريعات لتنظيم عمل المؤسسات ذات العلاقة بالشؤون الإسلامية.
- بناء منظومة من الشراكات الإستراتيجية التي تعزز دور الهيئة ورسالتها.

### القيم
- الإخلاص والأمانة: الإخلاص في العمل ابتغاء مرضاة الله وتحقيقًا للأمانة في تنفيذ الأعمال.
- الموضوعية: الموضوعية في التعامل مع جميع المواقف.
- الوسطية: تحقيق مقاصد الشريعة لما فيه خير المجتمع.
- التفوق: الالتزام بالتفوق من خلال العمل بجد وتفان مع تحري الدقة والجودة سعياً لأفضل النتائج.
- العمل بروح الفريق: ترسيخ ثقافة العمل الجماعي وبناء فرق مؤهلة قادرة على إنجاز رؤية ورسالة وأهداف الهيئة.
- التطوير المستمر: السعي للتطوير المستمر لقدرات المؤسسة والعاملين فيها وصولاً إلى تقديم أفضل الخدمات ومواكبة أفضل الممارسات العالمية.

## الأهداف الإستراتيجية
1. الإسهام في تنمية الوعي بالثقافة الإسلامية وحماية المجتمع من التأثر بالأفكار الهدامة.
2. تفعيل دور المسجد في تنمية وتوجيه الوعي الديني للمجتمع.
3. تعزيز الوعي بمفهوم الوقف لتحقيق المقاصد الشرعية منه وتنمية وتنويع موارده.
4. التحسين المستمر لخدمات الحج والعمرة.
5. تطوير البنية التنظيمية للهيئة بما يضمن انسيابية وكفاءة الأداء.
6. تعزيز قدرات موظفي الهيئة ودعم التأهيل والتوطين.
7. تعزيز مفاهيم الجودة وتطبيقاتها وترسيخ ممارسات التميز في أداء الهيئة.
8. زيادة كفاءة استغلال وتنمية الموارد وترشيد الإنفاق والالتزام بالموازنة.
9. تفعيل العمل مع الشركاء الاستراتيجيين وتعزيز التعاون مع الجهات الدولية ذات العلاقة.

## وصلات خارجية
موقع الهيئة العامة للشؤون الإسلامية والأوقاف